# 毛焦尔·佐尔坦
毛焦尔·佐尔坦（匈牙利語：Magyar Zoltán，1953年12月13日—），匈牙利前男子竞技体操运动员。他曾参加1972年、1976年和1980年三届夏季奥运会，共收获两枚金牌和一枚铜牌。